# آب‌نبات جرقه‌ای

آبنبات ترقه توت‌فرنگی

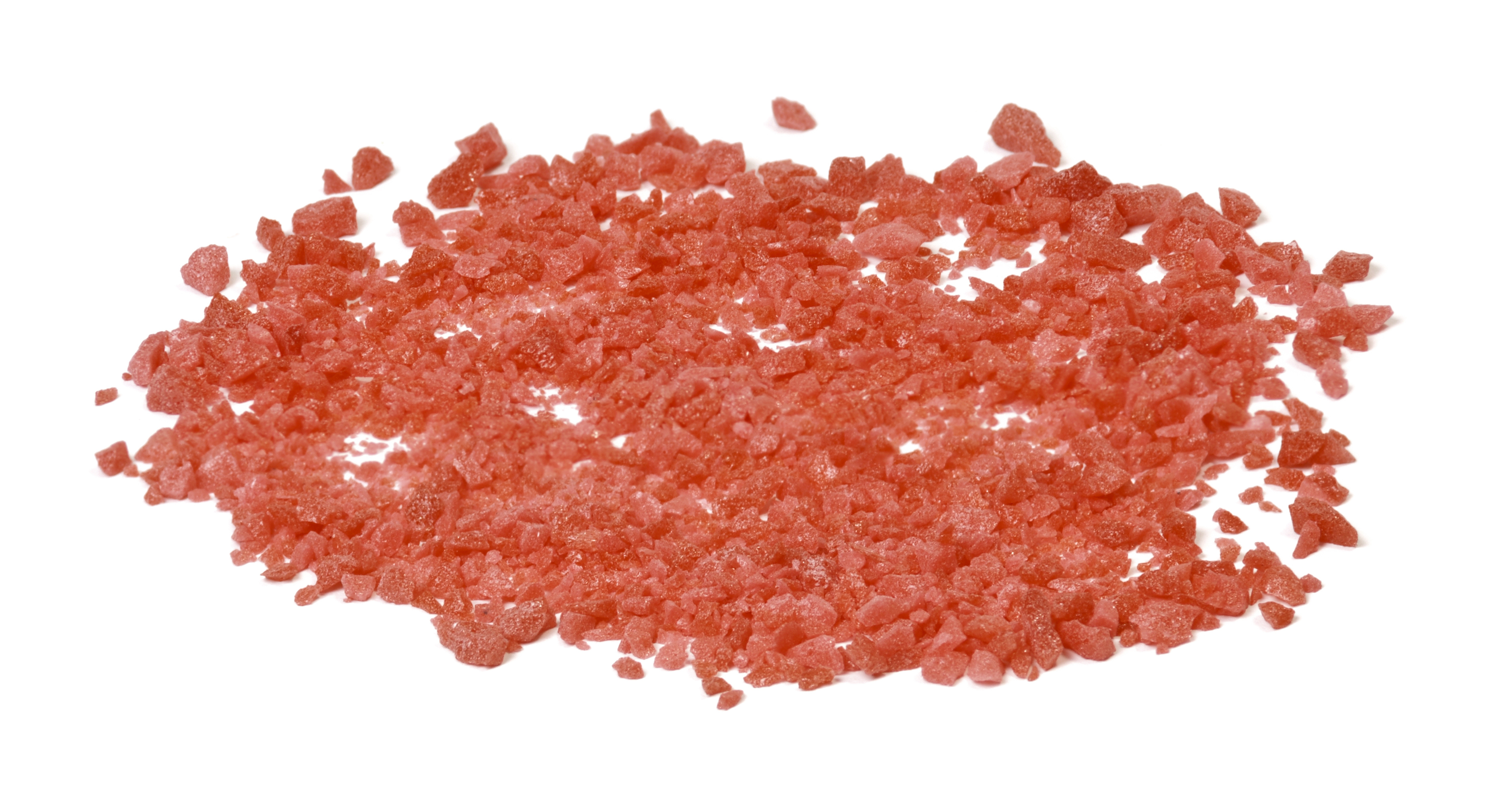
پودر آبنبات ترقه

آب‌نبات جرقه‌ای یک آب نبات متعلق به شرکت Zeta Espacial S.A است. مواد تشکیل دهنده آبنبات ترقه شامل قند، لاکتوز (قند شیر) و طعم دهنده است، که با آب نبات سخت معمولی تفاوت دارد. علت به صدا درآمدن آن در تماس با رطوبت دهان، وجود ماده ای اضافی در آن نیست بلکه روش ساخت آن است. آبنبات جرقه ای را در انتهای مراحل ساخت، با فشار زیاد در تماس با دی‌اکسید کربن قرار می‌دهند. این کار باعث محبوس شدن حباب‌های دی‌اکسید کربن درون آبنبات می‌شود. وقتی آب نبات در تماس با بزاق دهان قرار می‌گیرد دی‌اکسید کربن حبس شده درون آبنبات آزاد شده و صدا تولید می‌کند. آب نبات جرقه ای را شیمی‌دانی به نام “ویلیام میشل” اختراع کرد.

## تاریخچه
این کانسپت توسط شیمیدانان ویلیام میشل در ۱۲ دسامبر ۱۹۶۱، اختراع شد، اما آب نبات تا سال ۱۹۷۵ توسط جنرال فودز به مردم عرضه نشده بود؛ که در سال ۱۹۸۳ با استناد به عدم موفقیت در بازار و ماندگاری نسبتاً کوتاه آن، آن را ترک کردند.

## ساخت
آبنبات ترقه با حل کردن قندها در آب تهیه می‌شود و در ۳۲۰ درجه فارنهایت (۱۶۰ درجه سلسیوس) تبخیر می شود و تا زمانی که مقدار آب آن ۳٪ همراه با جرم باشد. سپس مخلوط آب و شکر تا ۲۸۰ درجه فارنهایت (۱۳۸ درجه سلسیوس) خنک می‌کنند، و در حالی که به شدت با هم همزده می‌شود با دی‌اکسید کربن با ۷۳۴٬۷۹۷ پوند بر اینچ مربع (۵۰٬۰۰۰٫۰ اتمسفر استاندارد) سپس این مخلوط تحت فشار نگه داشته می‌شود و اجازه می‌دهد تا خنک و جامد شود و حباب‌های دی‌اکسید کربن را در آب نبات‌ها جاسازی می‌کنند. اکثر حباب‌های دی‌اکسید کربن حاصل بین ۲۲۵–۳۵۰ نانومتر (۸٫۹×۱۰−۶–۱٫۳۸×۱۰−۵ اینچ) قطر هستند. وقتی فشار روی آب نبات خنک شده جامد شد رها شود، به تکه‌هایی در اندازه متفاوتی تغییر می‌کند.